# Storebø
Storebø è un villaggio della Norvegia, situato nella municipalità di Austevoll, nella contea di Vestland.